# 市道102号 (台湾)
市道102号（しどう102ごう）は、基隆市政府前から新北市双渓区を結ぶ、全長41.031kmの台湾の市道である。以前は新北市貢寮区まで存在した。

## 沿革
- 1966年 - 県道102線として淡水 - 宜蘭東港までの全長155.206kmが完成。
- 1976年 - 路線改編で淡水 - 基隆、福隆 - 宜蘭東港が台2線となり、基隆 - 福隆までの全長41.738kmとなる。

県道102甲線
- 1966年 - 淡水 - 三芝の全長16.800kmが完成。
- 2001年 - 路線改で双渓 - 澳底。

県道102乙線
- 1966年 - 八堵 - 瑞芳が完成。全長11.232km。
- 1986年 - 路線改編で暖暖 - 瑞芳が台2丁線及び北36道となる。

県道102丙線
- 1966年 - 双渓 - 澳底 - 貢寮が完成。全長15.142km。
- 1976年 - 台2線に編入。

県道102丁線
- 1966年 - 基隆 - 深澳 - 瑞芳が完成。全長5.946km。
- 1976年 - 台2線に編入。

## 通過する自治体
- 基隆市
  - 中正区基隆市政府前
  - 信義区深澳坑口
- 新北市
  - 瑞芳区深澳坑口
  - 双渓区

## 接続する道路
- 台2線
- 台2丁線
- 市道102甲線
- 台2丙線

## 施設
- 基隆市中正公園
- 深澳坑砲台
- 九份街区
- 金瓜石
- 三貂嶺

## 支線
市道102号甲線（しどう102ごうこうせん）は、1951年に国軍工兵部隊が建設し、1961年に完成した。2001年に路線改の為、双渓から澳底までとなった。
全長9.465km。

### 通過する自治体
- 新北市
  - 双渓区
  - 貢寮区

### 接続する道路
- 市道102号
- 台2線